# Darayim (district)
Darayim est un district de la province de Badakhshan en Afghanistan. Sa population est estimée à 65 000 habitants.